# Promoe
Nils Mårten Sebastian Edh, mer känd som Promoe, född 28 april 1976 i Badelunda församling, Västerås, är en svensk musiker och jurist. Han är frontfigur i den svenska hiphopgruppen Looptroop Rockers. 

## Biografi
Edh föddes och växte upp i Västerås för att sedan flytta till Malmö men är numera bosatt i Brösarp.
Som soloartist har han släppt sammanlagt sex album mellan år 2001 och 2009. Government Music (2001) och The Long Distance Runner (23 mars 2004), är två exempel. Hans tredje skiva, White Man's Burden, släpptes den 27 september 2006. 
Det fjärde albumet Kråksången, kom ut våren 2009 och var hans första album helt på svenska. Edh har även släppt Bondfångeri, en mixtape som kom ut i slutet av 2009. December 2010 släpptes singeln "Never Follow". På skivorna har han samarbetat med bland annat DJ Large, MBMA, Timbuktu, Anthony B, Capleton, Afasi & Filthy, Supreme, Organismen och Chords. Se även Sedlighetsroteln.
Edh är sedan många år vegan och en ivrig förkämpe för djurrättsfrågor. Han tar avstånd från animaliska produkter och droger. Detta är något som framgår tydligt i hans musik, med låtar som "Fit You Haffe Fit" (efter reggaebandet Black Uhurus förlaga), "Fast Food World", samt inte minst "The Long Distance runner" från skivan med samma namn. 2015 sprang Edh Sahara marathon i de västsahariska flyktinglägren i öknen i Algeriet. Han deltog i solidaritet med det västsahariska folket som bott i flyktingläger sedan 1975 då Västsahara ockuperades av Marocko. 2004 släppte han skivan The Long Distance Runner.
I en intervju i SVT samband med den svenska slutdebatten inför EU-parlamentsvalet 2009 deklarerade Edh att han inte tror på det parlamentariska systemet.
Edh avlade 2021 juristexamen på Juridiska institutionen vid Göteborgs Universitet och fick samma år anställning som biträdande jurist på advokatbyrån Hurtig & Partners i Malmö. År 2023 började han arbeta vid Malmö Advokatbyrå AB och år 2025 togs han in i Advokatsamfundet.
Edh förknippades under många år med sina långa dreadlocks och sitt långa tvinnade skägg. Efter 27 år valde han 2023 att klippa av dreadlocksen och raka sig vilket väckte uppmärksamhet.

## Diskografi

### Studioalbum
- 2001 – Government Music
- 2004 – The Long Distance Runner
- 2006 – White Man's Burden
- 2007 – Standard Bearer (DVD + CD)
- 2009 – Kråksången
- 2015 – Mellan passion & mani
- 2016 – Fult folk
- 2019 – The Art of Losing
- 2020 – Spöken

### Mixtape
- 2009 – Bondfångeri

### Singlar
- 2009 – "Svennebanan"
- 2015 – "Farbor Brun (ACAB jajamensan)"
- 2015 – "Sverigefiende (Fest mot våldsgrupp)"
- 2016 – "Fult folk"
- 2019 - ” Footwork (Promoe & Blizz Bugaddi feat. Linn Segolson)”
- 2021 - Livet finns i springorna (Angelica Mava)
- 2021 - ”Life ain’t pretty” (Promoe X Blizz Bugaddi ft. Elliphant)